# Greger Artursson
Greger Artursson (* 6. Februar 1972 in Västerås) ist ein ehemaliger schwedischer Eishockeyspieler, der während seiner aktiven Karriere unter anderem für Färjestad BK in der Elitserien spielte.

## Karriere
Der 175 cm große Verteidiger begann seine Karriere im Eishockey bei Färjestad BK 1988, als er bei zwei Profispielen auf dem Eis stand. Im Laufe seiner Karriere wurde er mit den Schweden drei Mal schwedischer Meister. 1998 gelang ihm in der fünften Partie der Finalserie gegen Djurgårdens IF der entscheidende Treffer in der Overtime zur erfolgreichen Titelverteidigung. Artursson schießt mit der linken Hand und spielte 13 Mal für die schwedische Eishockeynationalmannschaft, wobei er einen Treffer und einen Assist verbuchen konnte. 2001 nahm er am All-Star-Game der Elitserien in Schweden teil. 2004 kam dann der Wechsel ins Ausland zu Österreichs Ligakrösus EC Red Bull Salzburg, wo er vier Saisonen spielte und mit denen er 2007 und 2008 österreichischer Meister wurde. Seine Karriere ließ der Verteidiger von 2008 bis 2010 bei Mora IK in der HockeyAllsvenskan ausklingen, bei denen Artursson in der Saison 2009/10 als Mannschaftskapitän aktiv war.
Als seine Hobbys gibt der Verteidiger Golf und Reiten an.

## Erfolge und Auszeichnungen
- 1990 Goldmedaille bei der U18-Junioren-Europameisterschaft
- 1992 Silbermedaille bei der Junioren-Weltmeisterschaft
- 1997 Schwedischer Meister mit Färjestad BK
- 1998 Schwedischer Meister mit Färjestad BK
- 2002 Schwedischer Meister mit Färjestad BK
- 2007 Österreichischer Meister mit dem EC Red Bull Salzburg
- 2008 Österreichischer Meister mit dem EC Red Bull Salzburg

## Karrierestatistik
| 1988/89 | Färjestad BK         | SEL | 2  | 0  | 0  | 0  | 0  | –  | – | – | –  | –  |
| 1990/91 | Färjestad BK         | SEL | 24 | 0  | 1  | 1  | 4  | –  | – | – | –  | –  |
| 1991/92 | Färjestad BK         | SEL | 15 | 2  | 2  | 4  | 6  | –  | – | – | –  | –  |
| 1992/93 | HC Vita Hästen       | SHA | 35 | 7  | 10 | 17 | 24 | 2  | 0 | 0 | 0  | 4  |
| 1993/94 | HC Vita Hästen       | SHA | 34 | 8  | 7  | 15 | 28 | 10 | 2 | 4 | 6  | 14 |
| 1994/95 | IF Troje Ljungby     | SHA | 35 | 9  | 18 | 27 | 20 | 8  | 1 | 1 | 2  | 2  |
| 1995/96 | Färjestad BK         | SEL | 39 | 3  | 7  | 10 | 18 | 4  | 1 | 0 | 1  | 2  |
| 1996/97 | Färjestad BK         | SEL | 50 | 6  | 10 | 16 | 10 | 12 | 2 | 3 | 5  | 12 |
| 1997/98 | Färjestad BK         | SEL | 44 | 6  | 8  | 14 | 48 | –  | – | – | –  | –  |
| 1998/99 | Färjestad BK         | SEL | 49 | 3  | 10 | 13 | 28 | 4  | 0 | 3 | 3  | 2  |
| 1999/00 | Färjestad BK         | SEL | 49 | 10 | 11 | 21 | 40 | –  | – | – | –  | –  |
| 2000/01 | Färjestad BK         | SEL | 47 | 9  | 19 | 28 | 30 | 16 | 6 | 5 | 11 | 18 |
| 2001/02 | Färjestad BK         | SEL | 50 | 11 | 6  | 17 | 22 | 10 | 3 | 4 | 7  | 6  |
| 2002/03 | Färjestad BK         | SEL | 50 | 7  | 15 | 22 | 22 | 14 | 1 | 2 | 3  | 8  |
| 2003/04 | Färjestad BK         | SEL | 50 | 6  | 11 | 17 | 34 | 16 | 0 | 3 | 3  | 6  |
| 2004/05 | EC Red Bull Salzburg | ÖEL | 44 | 12 | 20 | 32 | 38 | –  | – | – | –  | –  |
| 2005/06 | EC Red Bull Salzburg | ÖEL | 46 | 10 | 30 | 40 | 34 | –  | – | – | –  | –  |
| 2006/07 | EC Red Bull Salzburg | ÖEL | 36 | 5  | 23 | 28 | 48 | –  | – | – | –  | –  |
| 2007/08 | EC Red Bull Salzburg | ÖEL | 7  | 2  | 4  | 6  | 6  | –  | – | – | –  | –  |
| 2008/09 | Mora IK              | SHA | 39 | 4  | 27 | 31 | 20 | –  | – | – | –  | –  |
| 2009/10 | Mora IK              | SHA | 50 | 13 | 29 | 42 | 28 | –  | – | – | –  | –  |